# Juan Alcántara
Juan Victoriano Alcántara Díaz (Viña del Mar, 6 de marzo de 1920-7 de julio de 2002) fue un futbolista chileno que se desempeñaba como delantero. Jugó en Audax Italiano y en Colo-Colo. Fue además internacional con la selección de Chile en los Campeonatos Sudamericanos de 1945 y 1946.

## Trayectoria
Comenzó su carrera futbolística en el Carmelo y Praga de Viña del Mar. En 1938 jugó en el primer equipo de ese club, y al año siguiente llegó al Audax Italiano.
En 1940 fue segundo goleador del campeonato nacional, en 1942 tercero, y en 1944 fue el goleador en empate con Alfonso Domínguez.
En 1946 pasó a Colo-Colo, luego de que en la temporada anterior en Audax perdiera su puesto de centro delantero por Hugo Giorgi.

## Selección nacional
Para el Campeonato Sudamericano 1945 no fue considerado en el primer llamado por una lesión, pero luego formó parte del plantel que disputó ese torneo.

### Participaciones en Campeonatos Sudamericanos
| Sudamericano                 | Sede      | Resultado     | PJ | G |
| ---------------------------- | --------- | ------------- | -- | - |
| Campeonato Sudamericano 1945 | Chile     | Tercer lugar  | 3  | 5 |
| Campeonato Sudamericano 1946 | Argentina | Quinto puesto | 2  | 1 |

## Clubes
| Club           | País  | Año       |
| -------------- | ----- | --------- |
| Audax Italiano | Chile | 1939-1945 |
| Colo-Colo      | Chile | 1946      |

## Palmarés

### Distinciones individuales
| Distinción                               | Año  |
| ---------------------------------------- | ---- |
| Goleador de la Primera División de Chile | 1944 |